# Хизр-Ходжа
Хизр-Ходжа-хан (перс. خضر خواجه خان‎; неизвестно — 1399, Моголистан) — третий хан Моголистана (1389—1399). Сын Туглук-Тимур-хана.
После убийства Илйас-Ходжа-хана улусбеги амир Камар ад-Дин распорядился истребить всё потомство Туглук-Тимур-хана. Принято считать, что в этой ситуации амиру Худайдаду удалось спасти и спрятать в горах Бадахшана одного из сыновей Туглук-Тимур-хана по имени Хизр-Ходжа-оглан. Согласно некоторым источникам (Муин ад-Дин Натанзи), ок. 1367/1368 годов амир Худайдад провозгласил его ханом Моголистана. Видимо, амир Худайдад, находясь в состоянии войны со своим дядей улусбеги Камар ад-Дином, в это время контролировал некоторую территорию Моголистана (со ставкой в Кашгаре), где номинальным ханом считался Хизр-Ходжа-оглан, а фактически управляла мать Худайдада Мирак-ага.
В 1377/1378 годах войска амира Тимур Ленга захватили Кашгар, амир Худайдад с Хизр-Ходжа-огланом бежали, а Мирак-ага была захвачена в плен и отправлена ко двору Тимур Ленга, где жила вплоть до своей смерти в 1390/1391 годах.
Считается, что к 1389 году Хизр-Ходже и амиру Худайдаду в борьбе с амиром Камар ад-Дином удалось распространить свою власть на существенную часть Моголистана, а после того как в 1390 году Камар ад-Дин был разбит Тамерланом и бежал на Иртыш, Хизр-Ходжа окончательно утвердился в качестве хана всего Моголистана.
В период своего правления Хизр-Ходжа-хан завоевал города Кара-Ходжа и Турфан, обратив их жителей в ислам.